# 霍賈文德區
霍賈文德區是阿塞拜疆的一個區，位於該國西南部，是納戈爾諾-卡拉巴赫自治共和國的一部分，目前為亞美尼亞佔領。面積1,458平方公里，人口40,500人。首府霍賈文德。
1991年設區。2020年9月下旬，2020年納戈爾諾-卡拉巴赫戰爭爆發，霍賈文德區的很多地方重新回到阿塞拜疆控制之下。